# فمینیسم تفاوت‌گرا

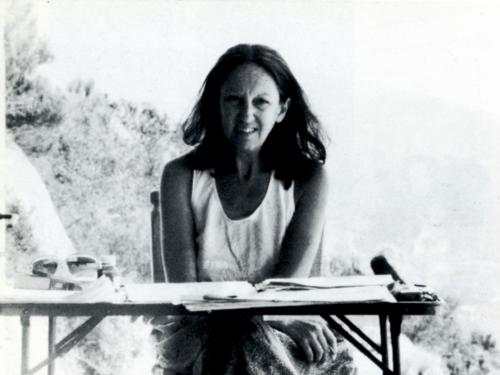
کارلا لونزی (۱۹۳۱–۱۹۸۲)

این دسته از فمینیست‌ها تأکید دارند که مردان و زنان از نظر هستان‌شناسی (وجود و هستی) دو نسخهٔ متفاوت از انسان هستند. بر این اساس در مبارزهٔ خود بروی تفاوت‌های اساسی زیست‌شناختی، احساسی و روانی و روحی دو جنس تأکید می‌کنند.